# René Spalinger
René Spalinger, né le 24 mars 1946 à Yverdon-les-Bains, est un chanteur, chef de chœur et chef d'orchestre vaudois.

## Biographie
René Spalinger est avant tout chanteur baryton-basse, diplômé de la classe de Roger Girard au Conservatoire de Lausanne en 1968. Il remporte cette année-là le prix de l'Association des professeurs et mène une carrière en Suisse et à l'étranger, avant de se spécialiser dès la fin des années 1970 dans la direction de chœur, puis d'orchestre. Ses rencontres avec Lily Merminod, pianiste et pédagogue attachée à la méthode Willems, et Sergiu Celibidache, chef d'orchestre roumain de l'Orchestre philharmonique de Munich s'avèrent alors décisives. Ces derniers l'initient à l'univers sonore et à la phénoménologie musicale des maîtres que sont Ernest Ansermet et Wilhelm Furtwängler.
De 1970 à 1977, il se montre très actif dans le domaine de la culture à Moutier. René Spalinger est ainsi nommé président et animateur du Centre culturel de la Prévôté et président de la Quinzaine culturelle en 1974. Il dirige entre 1982 et 1987 la Chanson de Lausanne, chœur mixte avec lequel il enregistre notamment un album chez Tell Record ‎en 1986, et noue une solide amitié avec l'ensemble tchécoslovaque Bréclavan. Cette même année 1982, il est choisi comme directeur de la Chorale de Montreux, avec laquelle il propose des œuvres de Bach, Mozart ou Mendelssohn. En 1985, il complète son activité de chef de chœur avec un engagement au Chœur d'oratorio de Lausanne, à l'Ensemble vocal du Chablais, avant de fonder, en 1988, l'ensemble professionnel Pro Musica Orchestra Lausanne.
Au service de son approche phénoménologique de la musique, l'ensemble Pro Musica Orchestra s'attache à faire connaître et apprécier la musique classique par divers moyens d'expression. René Spalinger y centralise entre 1988 et 1992 ses activités de chef d'orchestre et de chœur. Il fait connaître son répertoire, essentiellement sacré, au travers de nombreux concerts en Suisse et à l'étranger. Son travail est récompensé en 1989 par une médaille d'argent de la Société académique Arts-Sciences-Lettres de Paris. En manque de soutien financier, l'ensemble Pro Musica Orchestra Lausanne réduit ses activités en 1993, mais propose encore régulièrement des conférences et des voyages culturels organisés et conduits par René Spalinger sur les traces de musiciens.L'activité musicale de René Spalinger se développe autour d'une anecdote des voyages européens de Mozart: il crée ainsi en 2003 la Société Mozart Lausanne 1766, afin de rendre hommage au passage du célèbre musicien dans la capitale romande. Il fonde alors, en parallèle, les Journées Mozart Lausanne, qui concrétisent cet hommage dans des concerts avec des musiciens invités. En 2006, il publie chez Slatkine une chronique intitulée Quand Mozart passait à Lausanne, relatant cet événement largement méconnu du grand public. Enfin, en 2007, il dirige à Prangins un concert Mozart lors des festivités organisées pour la pose de la première stèle romande de l'itinéraire suisse de Mozart. 
Parallèlement à ses activités de direction, René Spalinger anime de nombreuses conférences dans toute la Suisse, sur le thème de l'écoute de la musique, ainsi que sur le thème de la musique comme source de développement pour l'homme. En 2012, il est invité par la Musikhochschule und Tanz de Cologne à participer à un symposium sur la Phénoménologie musicale à l'occasion du Centenaire de la naissance de SergiuCelibidache. Il prépare actuellement de nouvelles publications.

## Sources
- « René Spalinger », sur la base de données des personnalités vaudoises sur la plateforme « Patrinum » de la Bibliothèque cantonale et universitaire de Lausanne.
- 24 Heures, 1968/07/05
- "Deux brillantes demi-soirées", Tribune-Le Matin, 1982/03/29
- "Assemblée de la Chorale de Montreux" 24 Heures, 1982/10/02
- "Second mouvement: Deuxième saison d'abonnement pour l'orchestre du charismatique René Spalinger", Le Matin, 1991/06/05
- "Un nouveau festival va célébrer le passage de Mozart à Lausanne", 24 Heures, 2003/09/12.